# جون هارمون (محامي)
جون هارمون (بالإنجليزية: John Harmon)‏ هو محامي أمريكي، ولد في 16 يوليو 1944 في ستيتسفيل في الولايات المتحدة.